# Acumontia soerenseni
Acumontia soerenseni is een hooiwagen uit de familie Triaenonychidae. De wetenschappelijke naam van Acumontia soerenseni gaat terug op Roewer.